# Charles Ogle
Sir Charles Ogle, 2. baronet z Worthy (Sir Charles Ogle, 2nd Baronet Ogle of Worthy) (24. května 1775, Worthy Park House, Hampshire, Anglie – 16. června 1858, Tunbridge Wells, Kent, Anglie) byl britský admirál. U královského námořnictva sloužil od dětství, byl účastníkem válek proti revoluční Francii a napoleonských válek. Později byl vrchním velitelem Royal Navy v severní Americe a svou kariéru završil nejvyšší možnou hodností velkoadmirála (1857).

## Životopis

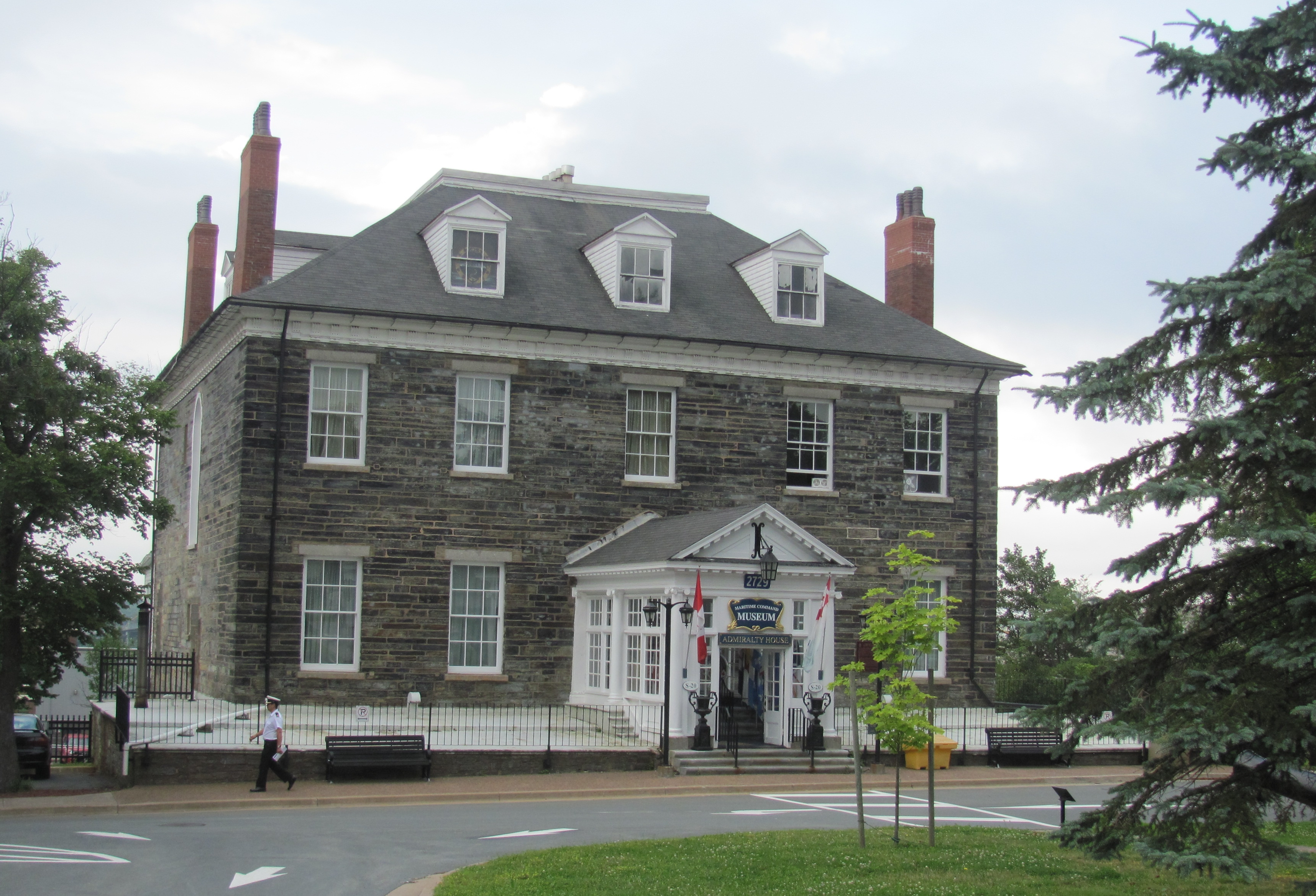
Admiralty House v Halifaxu (Kanada), sídlo admirála Charlese Ogle jako vrchního velitele v severní Americe

Pocházel ze starobylé šlechtické rodiny z Northumberlandu sídlící od 17. do 20. století na zámku Kirkley Hall. Narodil se na zámku Worthy Park House v Hampshire, který krátce předtím koupil jeho otec, admirál Sir Chaloner Ogle (1726–1816). Do námořnictva vstoupil ve dvanácti letech (1787) jako kapitánský sluha a v osmnácti letech byl již poručíkem. Pod velením admirála Jervise bojoval ve válce proti revoluční Francii a zúčastnil se operací na Martiniku a Guadeloupe. S admirálem Jervisem byl převelen do Středomoří, byl povýšen na komandéra (1794) a kapitána (1796) a v roce 1801 se zúčastnil vylodění v Egyptě. Během napoleonských válek sloužil ve Středomoří a Lamanšském průlivu, v roce 1819 dosáhl hodnosti kontradmirála. V letech 1827-1830 byl vrchním velitelem u břehů severní Ameriky a v Karibiku (velitelství North America and West Indies Station se sídlem na Bermudách a v kanadském Halifaxu. Po návratu do Londýna byl krátce poslancem Dolní sněmovny (1830–1831), v parlamentních debatách ale vůbec nevystoupil. V roce 1841 byl povýšen na admirála a aktivní kariéru završil jako vrchní velitel v Portsmouthu (1845–1848). Krátce před smrtí dosáhl nejvyšší možné hodnosti velkoadmirála (Admiral of the Fleet 1857).
Po otci zdědil v roce 1816 titul baroneta a panství Worthy Park House (Hampshire). Hned po převzetí dědictví inicioval přestavbu zámku v georgiánském stylu dokončenou v roce 1820. Již v roce 1825 ale celé panství prodal bohatému bankéři Samuelu Wallovi. Oglovou rezidencí byl poté palác č. p. 4 na londýnském náměstí Belgrave Square. Zemřel v lázních Tunbridge Wellse v Kentu a pohřben byl v Northumberlandu poblíž hlavního rodového sídla Kirkley Hall. Admirál Ogle byl dvakrát ženatý, z prvního manželství s Charlotte Margaret Gage, dcerou generála Thomase Gage, měl syna a dědice titulu baroneta Sira Chalonera Ogle (1803–1859). Titul baroneta užívala rodina do roku 1940.